# Bryconamericus emperador
Bryconamericus emperador е вид лъчеперка от семейство Харациди (Characidae). Видът не е застрашен от изчезване.

## Разпространение
Разпространен е в Колумбия и Панама.

## Описание
На дължина достигат до 10,4 cm.
Популацията на вида е стабилна.